# Sleep (یونیکس)

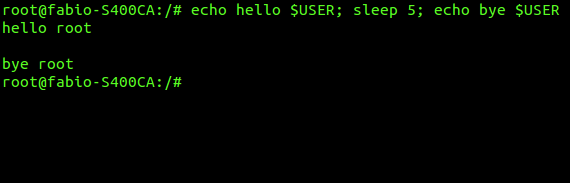
دستور تاخیر (خواب) یونیکس

sleep یکی از دستورهای خط فرمان یونیکس است.
دستور sleep یک آرگومان عددی را دریافت می‌کند و به اندازه همان آرگومان تاخیر می‌کند.
مثلاً:
```
sleep
 
30

sleep
 
30m
sleep
 
3h
sleep
 
1d

```

دستور اول باعث ۳۰ ثانیه تاخیر می‌شود.
دستور دوم باعث ۳۰ دقیقه تاخیر می‌شود.
دستور سوم باعث ۳ ساعت تاخیر می‌شود.
دستور چهارم باعث ۱ روز تاخیر می‌شود.